# Gericht Mömbris
Das Gericht Mömbris war eine mittelalterliche Verwaltungseinheit für eine Reihe von Dörfern am westlichen Rand des Spessart.

## Funktion und Geschichte
Das Gericht Mömbris war ursprünglich ein auf Selbstverwaltung und genossenschaftlichen Strukturen beruhender Zusammenschluss von Dörfern, reichsunmittelbar und ohne Landesherrn. Mit drei weiteren ähnlich strukturierten Gerichten in der Nachbarschaft, Somborn, Alzenau und Hörstein war es zum Freigericht Alzenau zusammengeschlossen. Im Zuge der Territorialisierung gelang es den im Freigericht zusammengeschlossenen Gerichten aber nicht, ihre Selbständigkeit und ihre Reichsunmittelbarkeit gegen den Druck der umliegenden Territorialherren zu wahren: Das Reich verpfändete oder vergab das Gebiet immer wieder. So wechselten die Landesherren, zu denen die Herren und späteren Grafen von Hanau, die Herren von Randenburg und die Herren von Eppstein zählten.
Im Jahr 1500 belehnte der römisch-deutsche König Maximilian I. den Erzbischof von Mainz und den Grafen von Hanau-Münzenberg gemeinsamen mit dem Freigericht, das sie nun als Kondominat verwalteten. Mit Graf Johann Reinhard III. starb 1736 der letzte männlicher Vertreter des Hauses Hanau. Erbe des hanau-münzenberger Landesteils war aufgrund eines Vertrages der Landgraf von Hessen-Kassel. Ob sich sein Erbe auch auf den Hanauer Anteil an dem Kondominat erstreckte, war in den folgenden Jahren zwischen Kurmainz und Hessen-Kassel heftig umstritten. Der Streit endete in einem Kompromiss, dem „Partifikationsrezess“ von 1740, der eine Realteilung des Kondominats vorsah. Es dauerte allerdings bis 1748, bis der Vertrag umgesetzt war. Der Reichsdeputationshauptschluss des Jahres 1803 schlug das Gericht Mömbris der Landgrafschaft Hessen-Darmstadt zu, die es aber nur 13 Jahre behielt. Im Jahr 1816 trat das nunmehrige Großherzogtum Hessen das Gericht Mömbris an das Königreich Bayern ab.

## Gebiet
Das Gericht Mömbris umfasste die Dörfer
- Angelsberg
- Fronhofen
- Gunzenbach
- Heimbach
- Hohl
- Karlesberg (Wüstung)
- Mömbris (1609 an Kurmainz)
- Molkenberg
- Rappach
- Rothengrund
- Strötzbach
- Wohnstadt (Wüstung)